# Liste der Schwimmbäder in Leipzig
Die Liste der Schwimmbäder in Leipzig enthält alle in Betrieb befindlichen sowie ehemalige Hallen- und Freibäder in Leipzig.

## Hallenbäder
Die meisten Hallenbäder werden von der Stadt Leipzig durch ihre Sportbäder Leipzig GmbH betrieben. Nur die Sachsen-Therme und mehrere kleine Schwimmbäder sind in privater Hand.
| Name                             | Lage                                                     | Eröffnung                       | Betreiber                                                                                              | Ausstattung | Bild |
| -------------------------------- | -------------------------------------------------------- | ------------------------------- | --- | --- | ---- |
| Bornaische55                     | ⊙ Connewitz, Bornaische Straße 55                        | 2016                            | GESPRO GmbH                                                                                            | Lehrschwimmbecken 9 × 6 m groß und 1,30 m tief                                                                            |      |
| Grünauer Welle                   | ⊙ Grünau, Stuttgarter Allee 7                            | 1999                            | Sportbäder Leipzig GmbH                                                                                | Schwimmbecken 6 Bahnen à 25 m, 1 Strömungskanal, 1 Whirlpool, 1 Rutsche, Kinderbereich, Saunen, Imbiss                    |      |
| Sachsen-Therme                   | ⊙ Paunsdorf, Schongauerstraße 19                         | 1998                            | Sachsen-Therme GmbH & Co. KG                                                                           | Schwimmbecken 25-m-Bahnen, 1 Strömungskanal, zwei 120-m-Rutschen, Kinderbereich, Whirlpools, Saunen, Fitnessstudio        |      |
| Schwimmhalle Mitte               | ⊙ Gohlis, Kirschbergstraße 84                            | 1968                            | Sportbäder Leipzig GmbH                                                                                | Schwimmbecken 5 Bahnen à 25 m                                                                                             |      |
| Schwimmhalle Nord                | ⊙ Eutritzsch, Kleiststraße 54                            | 1968                            | Sportbäder Leipzig GmbH                                                                                | Schwimmbecken 5 Bahnen à 25 m, Freibecken für Kinder                                                                      |      |
| Schwimmhalle Nordost             | ⊙ Schönefeld, Schönefelder Allee 26                      | 1968                            | Sportbäder Leipzig GmbH                                                                                | Schwimmbecken 5 Bahnen à 25 m, Imbiss                                                                                     |      |
| Schwimmhalle Süd                 | ⊙ Zentrum-Südost, Tarostraße 10                          | 1970                            | Sportbäder Leipzig GmbH                                                                                | Schwimmbecken 5 Bahnen à 25 m, Imbiss                                                                                     |      |
| Schwimmhalle Südost              | ⊙ Stötteritz, Kolmstraße 35                              | 1968                            | Sportbäder Leipzig GmbH                                                                                | Schwimmbecken 5 Bahnen à 25 m, Imbiss                                                                                     |      |
| Schwimmhalle Universität Leipzig | ⊙ Zentrum-West, Mainzer Straße 4                         | 1971                            | Sportwissenschaftliche Fakultät der Universität Leipzig (früher: Deutsche Hochschule für Körperkultur) | Schwimmbecken 8 Bahnen à 50 m mit 300 Zuschauerplätzen, Sprunghalle, Lehrschwimmbecken (kein Schwimmangebot für Besucher) |      |
| Schwimmhalle West                | ⊙ Leutzsch, Hans-Driesch-Straße 52A                      | 1968                            | Sportbäder Leipzig GmbH                                                                                | Schwimmbecken 5 Bahnen à 25 m                                                                                             |      |
| Sportbad am Rabet (in Bau)       | Neustadt-Neuschönefeld, Eisenbahnstraße/Otto-Runki-Platz | voraussichtlich 11. August 2026 | Sportbäder Leipzig GmbH                                                                                | Schwimmbecken 6 Bahnen à 25 m, Lehrschwimmbecken, Kinderbecken, 80 Zuschauer-Sitzplätze für Wettkämpfe                    |      |
| Sportbad an der Elster           | ⊙ Schleußig, Antonienstraße 8                            | 2008                            | Sportbäder Leipzig GmbH                                                                                | Schwimmbecken 8 Bahnen à 50 m, Lehrschwimmbecken, Sauna                                                                   |      |
| Sportzentrum Neue Badeanstalt    | ⊙ Liebertwolkwitz, An der Badeanlage 1                   | 2012                            | GESPRO GmbH                                                                                            | Therapiebecken 8 × 4,5 m groß und 1,20–1,35 m tief, Sauna, Fitnessstudio                                                  |      |
| Wasserwelt im Westbad            | ⊙ Lindenau, Marktstraße 2–6                              | 2010                            | GESPRO GmbH                                                                                            | ausschließlich Lehrschwimmbecken                                                                                          |      |

## Freibäder
Alle Freibäder im Stadtgebiet werden von der städtischen Sportbäder Leipzig GmbH betrieben.
| Name                     | Lage                                 | Eröffnung    | Gesamtwasserfläche | Ausstattung | Bild |
| ------------------------ | ------------------------------------ | ------------ | ------------------ | --- | ---- |
| Ökobad Lindenthal        | ⊙ Lindenthal, Am Freibad 3           | 1998         | 5160 m²            | Ökologischer Badeteich, Nichtschwimmerbereich, Kinderbereich, Liegewiesen, beheizte Duschen, Imbiss                       |      |
| Schreberbad              | ⊙ Bachviertel, Schreberstraße 15     | 1866         | 610 m²             | Schwimmbecken mit 4 Bahnen à 25 m, Nichtschwimmerbecken, 1 Rutsche, Kinderbereich, Kinderspielplätze, Sportplätze, Imbiss |      |
| Sommerbad Kleinzschocher | ⊙ Kleinzschocher, Küchenholzallee 75 | 1925         | 1750 m²            | Schwimmbecken mit Nichtschwimmerbereich, 1 Rutsche, Liegewiesen, Kinderspielplätze, Sportplätze, Imbiss                   |      |
| Sommerbad Schönefeld     | ⊙ Schönefeld, Volbedingstraße 39     | 1927         | 2688 m²            | Schwimmbecken, großzügiger Kinderbereich, beheizte Duschen, Kinderspielplätze, Sportplätze, Liegewiesen, Imbiss           |      |
| Sommerbad Südost         | ⊙ Stötteritz, Oststraße 173          | 10. Mai 1925 | 1100 m²            | Schwimmerbecken mit Nichtschwimmerbereich und 1 Breitrutsche, Planschbecken, Kinderspielplatz, Liegewiesen, Imbiss        |      |

## Ehemalige Schwimmbäder (unvollständige Liste)

### Hallenbäder
| Name                    | Lage                                 | Eröffnung | Schließung    | Bemerkungen                                                    |
| ----------------------- | ------------------------------------ | --------- | ------------- | -------------------------------------------------------------- |
| Schwimmhalle Süd I      | Connewitz, Arno-Nitzsche-Straße 27   | 1969      | 15. Juli 2004 | heute als Oldtimer-Werkstatt Classic Lounge genutzt            |
| Schwimmhalle Südwest I  | Großzschocher, Arthur-Nagel-Straße 6 | 1968      | 15. Juli 2004 |                                                                |
| Schwimmhalle Südwest II | Plagwitz, Antonienstraße 8           | 1971      | 15. Juli 2004 | auf dem Gelände wurde 2008 das Sportbad an der Elster eröffnet |

### Freibäder
| Name                                                      | Lage                               | Eröffnung | Schließung | Gesamtwasserfläche | Ausstattung                   | Bild |
| --------------------------------------------------------- | ---------------------------------- | --------- | ---------- | ------------------ | ----------------------------- | ---- |
| Sommerbad Gohlis, genannt „Wackerbad“ nach Wacker Leipzig | ⊙ Gohlis, Max-Liebermann-Straße 87 | ca. 1922  | 2016       |                    | Schwimmbecken mit 50-m-Bahnen |      |